# 武当山道教学院
武当山道教学院是于2008年4月26日在中国湖北省武当山净乐宫旁挂牌成立的一所三年制大专道教院校。该学院由国家宗教事务局批复成立，由武当山道教协会投资兴建并承办，由湖北省民族宗教委员会主管，十堰市民族宗教局、丹江口市民族宗教局负责协助管理。

## 历任领导
名誉院长
- 吴诚真（2008年－）
- 杨立志（2008年－）

院长
1. 李光富（2008年－）